# Dieter-Anton Binder

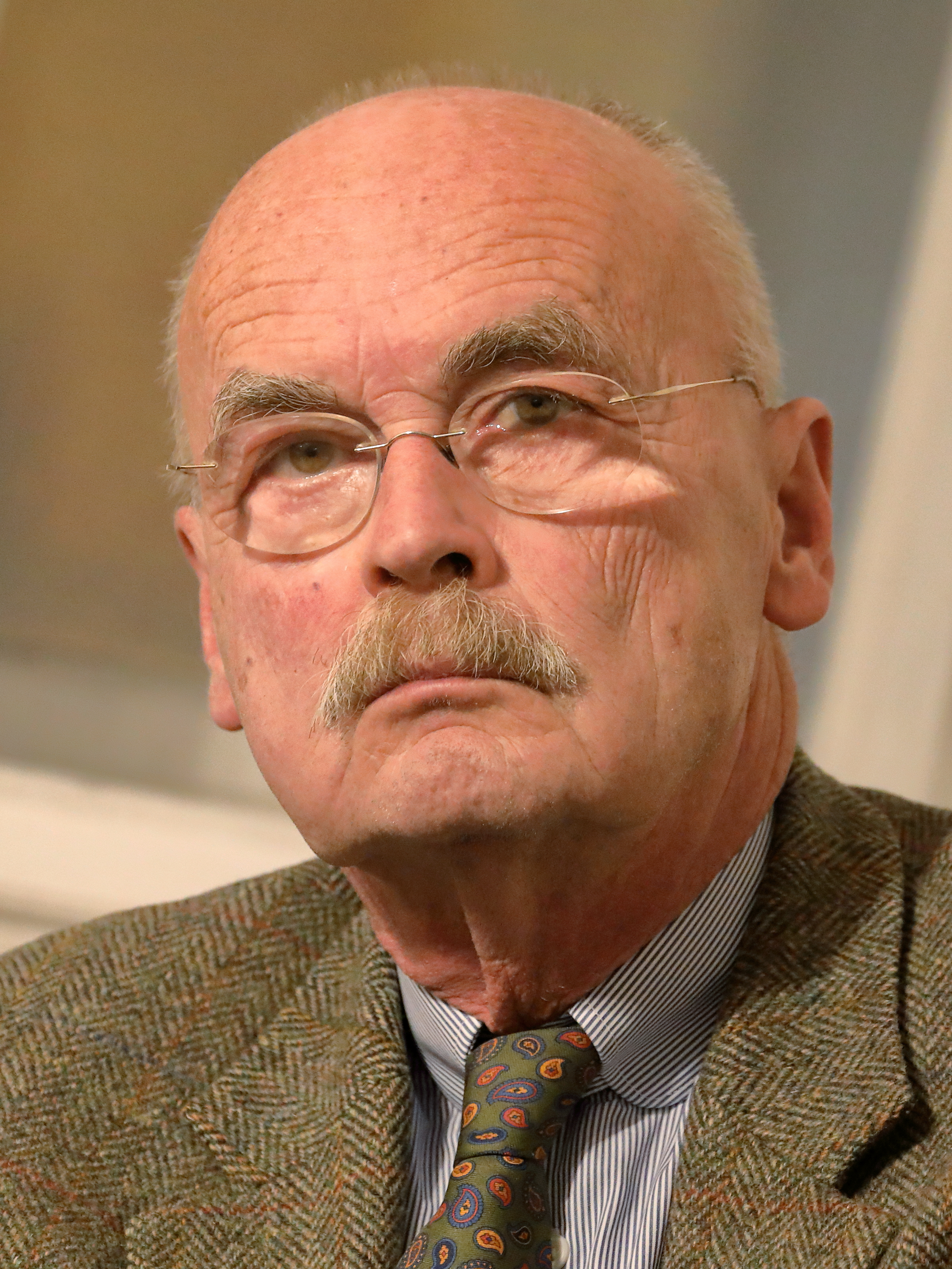
Dieter A. Binder, 2020

Dieter-Anton Binder (* 13. Juni 1953 in Graz) ist ein österreichischer Historiker und Hochschullehrer.

## Leben
Dieter A. Binder besuchte das Neusprachliche Gymnasium und studierte ab 1971 in Graz Geschichte, Germanistik und Rechtswissenschaften. Nach Studienaufenthalten in Wien und Bonn promovierte er 1976 an der Universität Graz mit einer Arbeit über die Außenpolitik des autoritären Ständestaats in den Jahren 1933/1934. Seit seiner Habilitation 1983 lehrt er am Institut für Geschichte der Universität Graz. Seit 2003 lehrt er auch an der Andrássy Universität Budapest, wo er den Lehrstuhl für Kulturwissenschaften leitet.
Vorübergehend war Binder auch Lehrbeauftragter an anderen Hochschulen: Von 1979 bis 1994 war er Gastdozent des SUNY-Programmes der Binghamton University im US-Bundesstaat New York, 1990 Gastdozent an der Universität Cheikh Anta Diop in Dakar (Senegal), von 1997 bis 1999 Gastprofessor an der Diplomatischen Akademie Wien und von 2009 bis 2011 hatte er einen Lehrauftrag an der FH Joanneum in Graz.
Dieter A. Binder war bzw. ist Mitglied in zahlreichen wissenschaftlichen Forschungseinrichtungen und Kommissionen, wie dem Internationalen Forschungszentrum Kulturwissenschaften (1991–2012), der Julius Raab Stiftung (1996–2001), des Karl-von-Vogelsang-Staatspreises (seit 1991), des Victor-Adler-Staatspreises (seit 1991), der Dr. Wilfried Haslauer Bibliothek (seit 1992), der Denkmalkommission beim Bundesministerium für Landesverteidigung (Vorsitz seit 1994, seit 2004 Vorsitzender) oder des Zentrums für deutsch-mährische Literatur der Palacký-Universität Olmütz (seit 2013). Darüber hinaus ist er Mitglied der Görres-Gesellschaft und der Europäische Akademie der Wissenschaften und Künste.
Seine Forschungsschwerpunkte liegen in den Bereichen der österreichischen Geschichte und Zeitgeschichte, der politischen Kultur im 20. Jahrhundert, Nationalsozialismus, Antisemitismus, Freimaurerforschung, Wissenschaftsgeschichte und Kulturanthropologie.
Binder ist Mitglied der AV Winfridia Graz im ÖKV und der KStV Arminia Bonn im KV. Er ist Mitglied der KÖStV Markomannia-Eppenstein Graz und der KÖStV Lonsperch Deutschlandsberg im MKV. Ebenso ist er Mitglied der KÖL Maximiliana im Akademischen Bund katholisch-österreichischer Landsmannschaften.

## Publikationen
- Dollfuß und Hitler. Über die Außenpolitik des autoritären Ständestaates in den Jahren 1933/34. (= Dissertationen der Universität Graz 43), dbv-Verlag für die Technische Universität Graz, Graz 1979.
- Das Joanneum in Graz, Lehranstalt und Bildungsstätte. Ein Beitrag zur Entwicklung des technischen und naturwissenschaftlichen Unterrichtes im 19. Jahrhundert (= Publikationen aus dem Archiv der Universität Graz. Band 12). Akademische Druck- und Verlagsanstalt, Graz 1983, ISBN 3-201-01223-8.
- mit Gudrun Reitter und Herbert Rütgen: Judentum in einer antisemitischen Umwelt. Am Beispiel der Stadt Graz 1918–1938. RM-Druck-und-Verlags-Anstalt, Graz 1988, ISBN 3-85375-000-1.
- Die diskrete Gesellschaft. Geschichte und Symbolik der Freimaurer. Styria, Graz/Wien/Köln 1988, ISBN 3-222-11794-2 (2., überarbeitete Auflage, ebenda 1995, ISBN 3-222-12351-9; Neuauflage, Edition zum rauhen Stein, Innsbruck 2004, ISBN 3-7065-1971-2).
  - Neuauflage unter dem Titel: Die Freimaurer. Ursprung, Rituale und Ziele einer diskreten Gesellschaft. Herder, Freiburg/Basel/Wien 1998, ISBN 3-451-05481-7 (Neuauflage, ebenda 2006, ISBN 3-451-05481-7).
- Politischer Katholizismus und katholisches Verbandswesen. Am Beispiel des Kartellverbandes der Katholischen Nichtfarbentragenden Studentenverbindungen Österreichs (ÖKV) (= Revocatio historiae. Band 1). SH-Verlag, Schernfeld 1989, ISBN 3-923621-59-0.
- mit Walter Goldinger: Geschichte der Republik Österreich 1918–1938. Oldenbourg, Wien/München 1992, ISBN 3-486-55905-2.
- mit Heinrich Schuschnigg: „Sofort vernichten“. Die vertraulichen Briefe Kurt und Vera von Schuschniggs 1938–1945. Amalthea, Wien/München 1997, ISBN 3-85002-393-1.
- mit Eugen Lennhoff und Oskar Posner: Internationales Freimaurer Lexikon. Überarbeitete und erweiterte Neuauflage, Herbig, München 2000, ISBN 3-7766-2161-3 (5., überarbeitete und erweiterte Neuauflage, ebenda 2006, ISBN 3-7766-2478-7; Sonderauflage, Herbig, München 2011, ISBN 978-3-7766-5036-5; Neuauflage, LangenMüller, München 2022, ISBN 978-3-7844-3650-0).
- mit Ernst Bruckmüller: Essay über Österreich. Grundfragen von Identität und Geschichte 1918–2000. Verlag für Geschichte und Politik/Oldenbourg, Wien/München 2005, ISBN 3-486-57650-X (Digitalisat online im Austria-Forum).
- mit Heinz P. Wassermann: Die steirische Volkspartei oder die Wiederkehr der Landstände. Leykam, Graz 2008, ISBN 978-3-7011-0111-5.
- Die Freimaurer. Geschichte, Mythos und Symbole. Marix, Wiesbaden 2009, ISBN 978-3-86539-948-9 (weitere Auflagen 2009, 2010, 2012; 4. Auflage 2019, ISBN 978-3-86539-948-9).
- mit Michael John: Heimerziehung in Oberösterreich. Oberösterreichisches Landesarchiv, Linz 2018, ISBN 978-3-902801-34-0.

## Auszeichnungen
- 1978: Förderpreis des Leopold-Kunschak-Preises für seine Dissertation
- 1989: Karl-von-Vogelsang-Staatspreis für Geschichte der Gesellschaftswissenschaften[5]
- 2006: Österreichische Ehrenkreuz für Wissenschaft und Kunst I. Klasse
- 2013: Großes Ehrenzeichen für Verdienste um die Republik Österreich
- 2017: Großes Verdienstzeichen des Landes Salzburg
- 2018: Militär-Verdienstzeichen der Republik Österreich

## Belege
1. ↑  MitarbeiterInnen – Prof. Dr. Dieter A. BINDER. In: andrassyuni.eu. Abgerufen am 12. Juli 2019.
2. ↑  Wissenschaftliche Publikationen – Univ.-Prof. Dr. Dieter A. Binder. In: bundesheer.at. Abgerufen am 12. Juli 2019.
3. ↑  Univ.-Prof. Dr. Dieter A. Binder, Historiker, A.V. Winfridia Graz. In: kartellverband.org. 2013, abgerufen am 12. Juli 2019.
4. ↑  Arminengespräch mit u.lb. AH Prof. Dr. Dieter Binder. In: kstv-arminia.de. 16. Mai 2017, abgerufen am 12. Juli 2019.
5. ↑  Der Karl von Vogelsang-Staatspreis. In: kvvi.at. 2018, abgerufen am 12. Juli 2019.

| Personendaten    | Personendaten                                   |
| ---------------- | ----------------------------------------------- |
| NAME             | Binder, Dieter-Anton                            |
| ALTERNATIVNAMEN  | Binder, Dieter A.                               |
| KURZBESCHREIBUNG | österreichischer Historiker und Hochschullehrer |
| GEBURTSDATUM     | 13. Juni 1953                                   |
| GEBURTSORT       | Graz                                            |